# 武田信玄 (小説)
『武田信玄』（たけだしんげん）は、新田次郎の歴史小説。『歴史読本』に1965年5月号から1973年9月号まで連載された。「風の巻」「林の巻」「火の巻」「山の巻」の4巻からなる。第8回吉川英治文学賞受賞作である。「風の巻」「林の巻」は1969年8月、「火の巻」は1971年7月、「山の巻」は1973年11月、それぞれ文藝春秋より刊行された。
武田信玄の生涯を、父・信虎の追放 から、上洛間近での死まで描き、最後は死去から3年後の葬儀の模様で締めくくる。
1988年のNHK大河ドラマ『武田信玄』の原作となっている。
また横山光輝やさいとう・たかをにより漫画化されている。

## あらすじ
父・信虎を駿河に追放した武田晴信（後の信玄）は、甲斐の領主として独り立ちしていく。諏訪、そして信濃を平定した後、宿敵・上杉謙信と川中島で対峙する。その一方で、金山を発掘するなど、政治家としてもその力を発揮する。元来の病と戦いながら、徳川家康を破り上洛を目前にするが、その道中で没する。

## 内容
作者の新田次郎が元気象庁職員であることから、物語の山場となる川中島の戦いなどについては当時の天候といった視点から独自の考証を試みている。
信玄の死因に関しては諸説あるうち、当時は信頼されていた御宿監物書状に拠る肺結核説を採用しており、作中では信玄が持病として結核を患っている様子が描かれているが、その後の武田氏研究においてはこの文書が疑問視され、『甲陽軍鑑』による胃癌説が有力なものになっている。武田氏研究の中心的見解との相違に関しては、作者自身が反省の弁を述べている。
一方、佐渡の金山は戦国時代にはまだ発見されておらず、採掘が始まったのは江戸時代初期になってからであり、上杉謙信がそこから金を得ていたことは有り得ないという指摘については、「秘密にしていたから資料が残らなかっただけだ」と反論し、誤りを認めなかった。ただし戦国時代の佐渡は本間氏の領国であり、上杉氏は領有しておらず、その点からも上杉謙信が佐渡金山を保有していたということは有り得ない。
また、（史実では信玄との間に3男2女、5人も子供を儲けている)三条夫人との間柄については不仲な様子で描かれ、義信の最期については病死説を採っている。